# SpaceX DM-2
SpaceX DM-2 (Demonstration Mission) або Crew Dragon Demo-2, Launch America — другий демонстраційний політ та перший політ із людьми на борту пілотованого космічного корабля (КК) Dragon 2 до Міжнародної космічної станції. Запуск здійснила приватна американська компанія SpaceX ракетою-носієм Falcon 9 Block 5 у рамках контракту з НАСА «Commercial Crew Development» щодо доставки на МКС членів екіпажу та вантажу.
Місія стартувала 30 травня 2020 року і стала для США першою від моменту останнього запуску Спейс Шаттла у 2011 році (STS-135). Номер польоту NSSDC ID — 2020-033A [Архівовано 3 червня 2020 у Wayback Machine.], номер за супутниковим каталогом — 45623. Dragon 2 був пристикований до МКС із 31 травня до 1 серпня 2020 року. Приводнення капсули відбулося 2 серпня, 18:48 (UTC).
Назву для свого корабля астронавти обрали на честь останнього шатла Індевор (англ. Endeavour, що означає — «прагнути», «докласти багато зусиль»).

## Історія
У 2014 році SpaceX виграла контракт із НАСА розміром $2,6 млрд. на розробку і виготовлення пілотованих КК. Компанії Boeing на їхній корабель CST-100 Starliner тоді виділили $4,2 млрд.. Загалом на розвиток транспортної системи до космічної станції компанія Ілона Маска отримала $3,1 млрд. На початок січня 2018 року у календарі запусків до МКС перший пілотований політ цих кораблів значився на грудень 2018. Однак невдовзі космічне агентство приголомшило новиною про те, що навряд зможе дозволити пілотований політ (із вимог безпеки) раніше грудня 2019 року. Це була погана новина не лише для SpaceX, а й для НАСА, адже на той момент воно могло відправляти своїх астронавтів на МКС лише на КК Союз ($86 млн. за одну особу) за контрактом із Роскосмосом, а він закінчувався у середині 2019 року. На Crew Dragon вартість польоту одного астронавта складатиме для НАСА близько $55 млн. (із семи можливих місць агентство сертифікує для польоту лише чотири). Коли запуски стануть регулярними, можливе зниження ціни до $40 млн..
Однак, у серпні 2018 року НАСА повідомило, що Dragon 2 полетить з людьми у квітні 2019 та оголосило імена членів екіпажу. Ними стали астронавти Дуглас Герлі
та Роберт Бенкен. Обоє вже тричі літали до МКС на Спейс Шаттлі.
У жовтні 2018 стався черговий зсув розкладу, і запуск призначили на червень 2019 року. 20 квітня 2019 року під час планового стендового випробування двигунів SuperDraco на капсулі, що відновили після DM-1, стався вибух, і вона зруйнувалася. Люди не постраждали, але розклад запуску екіпажу посунувся.
17 квітня 2020 року вперше пролунала конкретна дата запуску — 27 травня 2020 року. Передбачалося, що місія триватиме від місяця до 119 днів. Головним обмеженням є деградація сонячних панелей Crew Dragon. Екіпаж мусить щодня активувати корабель та перевіряти їх стан, а також працездатність інших систем. Ще необхідний певний час, щоби SpaceX змогла виготовити наступний Dragon 2. НАСА прагнуло, щоб екіпаж пробув у космосі якнайдовше, аби скоротити розрив між цією місією та SpaceX Crew-1 (першим не демонстраційним, а власне робочим польотом до МКС). Це необхідно для збільшення кількості американських астронавтів на станції для проведення запланованих експериментів.
Перед запуском адміністратор НАСА Джим Брайденстайн закликав охочих спостерігати за польотом онлайн, замість того, щоби приїжджати до Центру Кеннеді. Це пов'язано із пандемією коронавірусної хвороби. Також, щоби втішити випускників навчальних закладів усіх рівнів, які через карантинні обмеження не змогли взяти участь у випускних заходах, усім охочим було запропоновано відправити їхні фото у цей історичний політ. Із отриманих 90 тис. світлин зробили мозаїчне зображення Землі. А ще SpaceX створила симулятор підльоту до космічної станції, завдяки якому можна уявити себе пілотом Crew Dragon і спробувати пристикуватися до МКС (хоча насправді таке уміння може стати у нагоді лише, якщо функція автоматичного стикування вийде із ладу).
Президент США Дональд Трамп і віце-президент Майк Пенс були присутні як під час першої, так і під час другої (успішної) спроби запуску «американських астронавтів із американської землі», що відбулася вперше за останні дев'ять років, та ще й приватною компанією. Високопосадовці подякували НАСА та команді SpaceX (а особливо її очільнику) за вдало виконану роботу. Ілон Маск же у своїй промові зазначив, що «Батут працює!». Це посилання на 2014 рік, коли Дмитро Рогозін порадив американцям запускати своїх астронавтів на МКС за допомогою батута замість кораблів «Союз». Так нинішній директор Роскосмосу відреагував на санкції США через розпочату Росією війну проти України. Тепер через втрату монополії Роскосмос недоотримає близько $400 млн. на рік.
27 травня близько 150 тис. чоловік зібралися на узбережжі біля космодрому, щоб на власні очі побачити історичний запуск. Он-лайн переглядів на різноманітних платформах НАСА нарахувало принаймні 10,3 млн..

## Дозвіл НАСА
Щоб здійснити цю місію, SpaceX мала отримати від НАСА дозвіл на польоти Dragon 2 із астронавтами на борту. Для цього здійснювалися відповідні перевірки корабля, але головним критерієм був так званий «коефіцієнт втрати екіпажу». Наразі він не повинен перевищувати 1 до 276 (під час польотів на Спейс Шаттлах він складав 1 до 90). Це означає, що ймовірність загибелі астронавта чи отримання ним тяжкого ушкодження протягом запуску, перебування на борту МКС (210 діб) та повернення на Землю не повинна перевищувати 1 випадок із 276.
Значна увага приділялася захисту від метеороїдів та космічного сміття, а також термостійкому покриттю КК та парашутам (здійснено близько ста їх різноманітних перевірок). Важливим елементом захисту астронавтів є скафандри, що також виготовила SpaceX. Належачи до аварійно-рятувальних, вони відповідають за терморегуляцію організму, а у разі розгерметизації корабля їх треба під'єднати до роз'єму у сидінні, після чого розпочнеться подача в них кисню та підтримка необхідного рівня тиску. Їх розробляв голлівудський дизайнер костюмів Хосе Фернандес (Бетмен проти Супермена, Залізна людина 2).
Серйозними випробуваннями для отримання дозволу НАСА стали успішно пройдені місії SpaceX DM-1 (відбулася 2 березня 2019 року) та «In-flight abort test» (укр. Перевірка із перериванням польоту) (19 січня 2020 року). А бездоганно проведений даний запуск та безпечне повернення капсули із астронавтами стали останніми кроками до сертифікації SpaceX для виконання пілотованих польотів, тобто офіційного визнання її здатності перевозити людей кораблем Crew Dragon і ракетою Falcon 9 Block 5, використовуючи заявлену наземну інфраструктуру та методику і засоби для рятування астронавтів після приводнення. Остаточно про позитивне вирішення цього питання було оголошено у листопаді 2020 року. Більше того, компанії дозволили користуватися вже літавшими першими ступенями ракети та космічними капсулами. Перший політ на вживаних апаратах відбудеться під час другої робочої пілотованої місії Crew-2, що запланована на 2021 рік.

## Склад екіпажу
| Посада             | Командир корабля                 | Командир спільних операцій       |
| Основна команда    | НАСА Дуглас Герлі, третій політ  | НАСА Роберт Бенкен, третій політ |
| Запасний астронавт | НАСА К'єл Ліндгрен, другий політ | НАСА К'єл Ліндгрен, другий політ |

Герлі контролював процеси запуску, приземлення, а також дії під час рятувальної операції. Бенкен був відповідальний за зближення із МКС, стикування, розстикування та загалом за активність на кораблі, коли він під'єднаний до космічної станції.

## Перебіг місії

### Підготовка
За два тижні до старту для Бенкена і Герлі розпочався карантин. 20 травня вони прибули на космодром для проведення підготовчих робіт. Наступного дня на стартовий майданчик вивезли ракету із приєднаним космічним кораблем. 22 травня відбулося її успішне статичне вогневе випробування.
27 травня прогноз погоди передбачав 50 % ймовірності сприятливих умов для польоту на стартовому майданчику. Також враховували погоду у місці можливого приводнення капсули корабля у разі виникнення небезпечної ситуації, і спрацювання системи аварійного порятунку (САП). За 16 хвилин і 53 секунди до старту через тропічний шторм «Берта» політ було перенесено на 30 травня. У день запуску астронавти прибули на стартовий майданчик на білих Tesla Model X. Піднявшись на стартову вежу і пройшовши по містку, вони розмістилися у сидіннях корабля. За 45 хвилин до старту місток було відведено вбік, астронавти активували САП, і розпочалася заправка паливних елементів у ракету (рятувальна система активується раніше, бо саме із заливкою палива з'являється можливість вибуху).

### Переліт до МКС
Запуск відбувся із КЦ ім. Кеннеді, майданчик LC-39a ракетою Falcon 9. Старт здійснено 30 травня 2020 року, 19:22 (UTC). Ракета-носій із пасажирами розігналася до швидкості ~7,6 км/с. Після відокремлення від другого ступеня ракети для Crew Dragon розпочалася 19-годинна перевірка його роботи як у автоматичному, так і у ручному (двічі) режимі керування. Випробовували 16 малопотужних двигунів Draco, за допомогою яких збільшували висоту орбіти з 200 км до 420 км та здійснювали маневрування. Також була протестована система життєзабезпечення та три сенсорні екрани, що необхідні пілотам для мануального управління. Щоб зафіксувати момент виникнення невагомості, у корабель беруть м'яку іграшку. Цього разу нею став дракончик Трімер. Під час польоту астронавти мали змогу зняти свої скафандри, а також поспати. Розбудили їх із наземного центру керування польотами піснею «Planet Caravan» гурту Black Sabbath.
Зближення з МКС на заключному етапі здійснювалось з використанням трьох реперних пунктів (англ. waypoints): 400 метрів від МКС, 200 метрів і 20 метрів від стикувального вузла. При цьому на дистанції між другим і третім реперними пунктами була виконана перевірка можливості ручного управління кораблем.
Стикування Dragon 2 із МКС, а саме — із модулем Гармоні, — відбувалося кораблем у автоматичному режимі, але під візуальним контролем членів екіпажу. Це сталося 31 травня о 14:16 (UTC). Підготовка переходу екіпажу до МКС по стикувальному перехіднику зайняла кілька годин. Однією із причин затримки стала проблема сполучення системи бортового зв'язку Crew Dragon із МКС, при цьому голосовий зв'язок із станцією деякий час здійснювався через наземний центр управління. Проблема була вирішена після остаточного переведення корабля в режим стикування із МКС. Після відкриття люків із обох сторін Роберт Бенкен та Дуглас Герлі о 18:22 (UTC) перемістилися до космічної станції, приєднавшись до складу 63-ї експедиції, яка вже налічувала одного американського астронавта Крістофера Кессіді та двох російських — Івана Вагнера і Анатолія Іванішина.

### Робота на станції

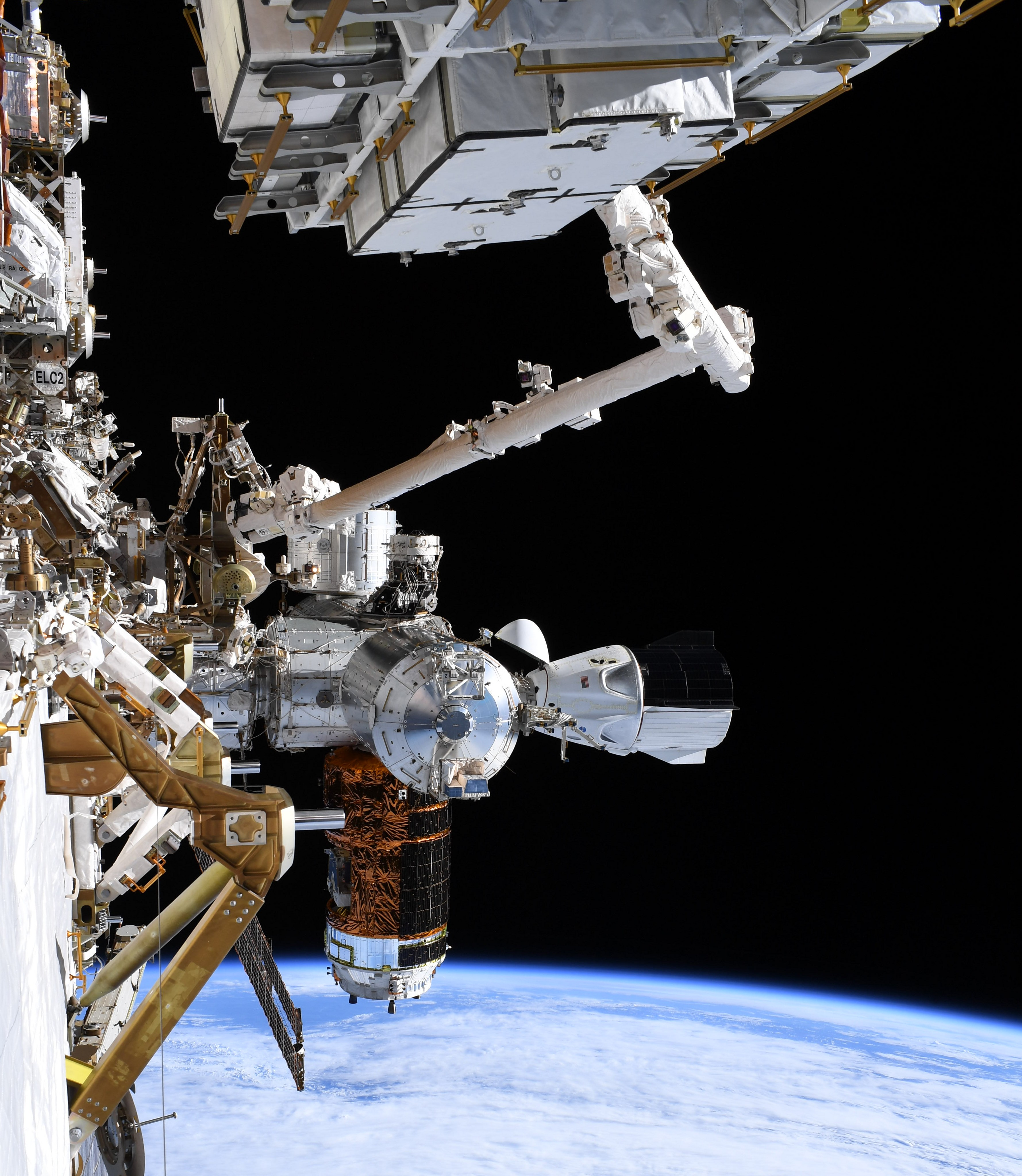
Фото, зроблене Бенкеном під час першої позакорабельної діяльності 26 червня 2020 року

Астронавти Роберт Бенкен і Дуглас Герлі провели на МКС 62 дні, 9 годин і 8 хвилин, витративши понад 100 годин на наукові досліди. Разом із Крістофером Кессіді Бенкен здійснив чотири виходи у відкритий космос загальною тривалістю 23 години і 37 хвилин. Вони замінили шість застарілих нікель-водневих акумуляторних батарей, що накопичували енергію від сонячних панелей, на три нові літій-іонні. Останні були доставлені на МКС японським транспортником HTV. Також на зовнішньому боці були встановлені два автоматичні детектори витоку амонію із охолоджувальної системи станції, а також завершено підготовку модуля Транквіліті до встановлення повітряного шлюзу Bishop для випускання у космос CubeSat та інших невеликих експериментальних вантажів. На поточний момент Бенкен провів у космосі 60 годин і 10 хвилин і за цим показником посідає четверте місце серед астронавтів усіх країн.

### Повернення на Землю
«Endeavor» автоматично відстикувався від МКС о 23:35 (UTC) 1 серпня 2020 року. Він повернув на Землю 150 кг вантажу, серед яких 97 кг належать до наукових експериментів, що зберігаються у замороженому вигляді. Корабель виконав чотири короткочасні увімкнення двигунів, відлітаючи від космічної станції, а після того — ще 6-хвилинне увімкнення, щоб лягти на курс повернення на Землю. Його середня швидкість до гальмування становила 7,8 км/с. В останній день мандрівки астронавтів розбудило повідомлення, що їм надіслали їхні сини. О 17:51 (UTC) відбулося відокремлення багажного відсіку із сонячними батареями, після чого розпочалося деорбітаційне гальмування тривалістю 11 хвилин і 22 секунди. О 18:11 (UTC) закрився носовий обтікач, а входження в атмосферу розпочалося о 18:36. Під час падіння температура сягала 1930 °C, але Crew Dragon від надмірного розігріву захищав абляційний щит, так що всередині було не більше 30 °C. Як і передбачалося, сталася ~6-хвилинна втрата зв'язку між екіпажем і наземною командою підтримки, спричинена обтіканням капсули плазмовим потоком. Витрачаючи енергію на тертя об атмосферу, космічний апарат зменшив свою швидкість до 134 м/с. Максимальне навантаження під час приземлення очікувалося на рівні 4g. Два стабілізаційні витяжні парашути відокремилися на висоті 5,5 км о 18:44 (UTC), а через хвилину на висоті 1,8 км розкрилися чотири основні парашути, коли швидкість падіння капсули становила 53 м/с (191 км/год). Після ~19 годин польоту 2 серпня о 18:48 (UTC) у Мексиканській затоці біля берегів Пенсаколи (Флорида) відбулося приводнення Crew Dragon. Рятувальний корабель «Go Navigator» із командою у 40 чоловік очікував його у зоні ймовірного падіння. Також були присутні близько двадцяти приватних катерів, які, порушуючи заборону, перетнули межі небезпечної зони, щоб стати свідками неординарної події. Першими до капсули направилися два катери, екіпажі яких перевірили відсутність шкідливих викидів палива та звільнили апарат від парашутів. Приватні човни тим часом постійно пропливали повз і заважали роботі (пізніше НАСА та SpaceX заявили про необхідність кращої координації дій із береговою охороною). Капсулу за допомогою підйомного механізму підняли на палубу рятувального корабля та провели очистку її сервісної секції, виявивши підвищений рівень азотного тетраоксиду, що є паливом для двигунів. Потім астронавтам допомогли вибратися із неї вже за присутності медиків. Рятувальний процес зайняв близько години. Астронавтів ґвинтокрилом доправили на берег, де їх очікував літак, щоб відвезти у Х'юстон, а космічну капсулу транспортували у флоридський порт на базу SpaceX, і прибула вона туди 8 серпня.

### Коротка хронологія подій
- T+00:00 (19:22:45, UTC) — старт[75];
- T+01:01 — досягнення ракетою максимального динамічного тиску[76];
- T+02:38 — вимкнення двигунів першого ступеня;
- T+02:40 — відокремлення ступенів ракети;
- T+07:19 — перший ступінь вмикає три двигуни для гальмування під час входження в атмосферу;
- T+08:50 — вимкнення двигуна другого ступеня;
- T+08:58 — перший ступінь здійснює посадкове гальмування, націлюючись на платформу «Of Course I Still Love You» в Атлантичному океані;
- T+09:31 — посадка прискорювача, що має номер B1058 (для нього — перша, але для SpaceX загалом — 52-га вдала)[77];
- T+12:08 — Crew Dragon відокремився від другого ступеня і ліг на курс до МКС;
- T+17:54:00 — початок випробувальних маневрів корабля із використанням двигунів Draco;
- T+18:54:40 — початкове «м'яке» стикування із космічною станцією;
- Т+19:05:00 — «жорстке» стикування;
- T+21:39:00 — відкриття люків;
- T+24:59:40 — астронавти зійшли на борт МКС;
- Т+27 днів — перший вихід у космос протягом цієї місії астронавта Роберта Бенкена (26 червня);
- Т+32 дні — другий вихід (1 липня);
- Т+47 днів — третій вихід (16 липня);
- Т+52 дні — четвертий вихід (21 липня);
- Т+63 дні, 09:08 (1 серпня, 23:35, UTC) — відстикування Crew Dragon;
- T+63 дні, 23:25:21 (2 серпня, 18:48:06) — приводнення капсули;
- T+64 дні, 00:36 (2 серпня, 19:59) — астронавти на борту рятувального корабля.

## Змагання за прапор
Як і для багатьох інших країн, для Америки розміщення прапору США у космосі є важливим символом їхніх здобутків. Під час першого польоту Шаттла до МКС було доставлено не менше 1 тис. прапорів, і лише один із них залишився там до 2011 року, коли Космічний Човник здійснив свій останній політ. Тоді астронавти почепили його у лабораторії, підкреслюючи, що забрати його зможе лише американська команда, яка прилетить на першому комерційному космічному кораблі. Всі ці роки змагання відбувалося між SpaceX та Boeing, однак після невдачі, що сталася протягом безпілотного польоту Starliner, прапор (а разом із ним і перемогу у цьому символічному змаганні) здобуває екіпаж Crew Dragon.

## Галерея

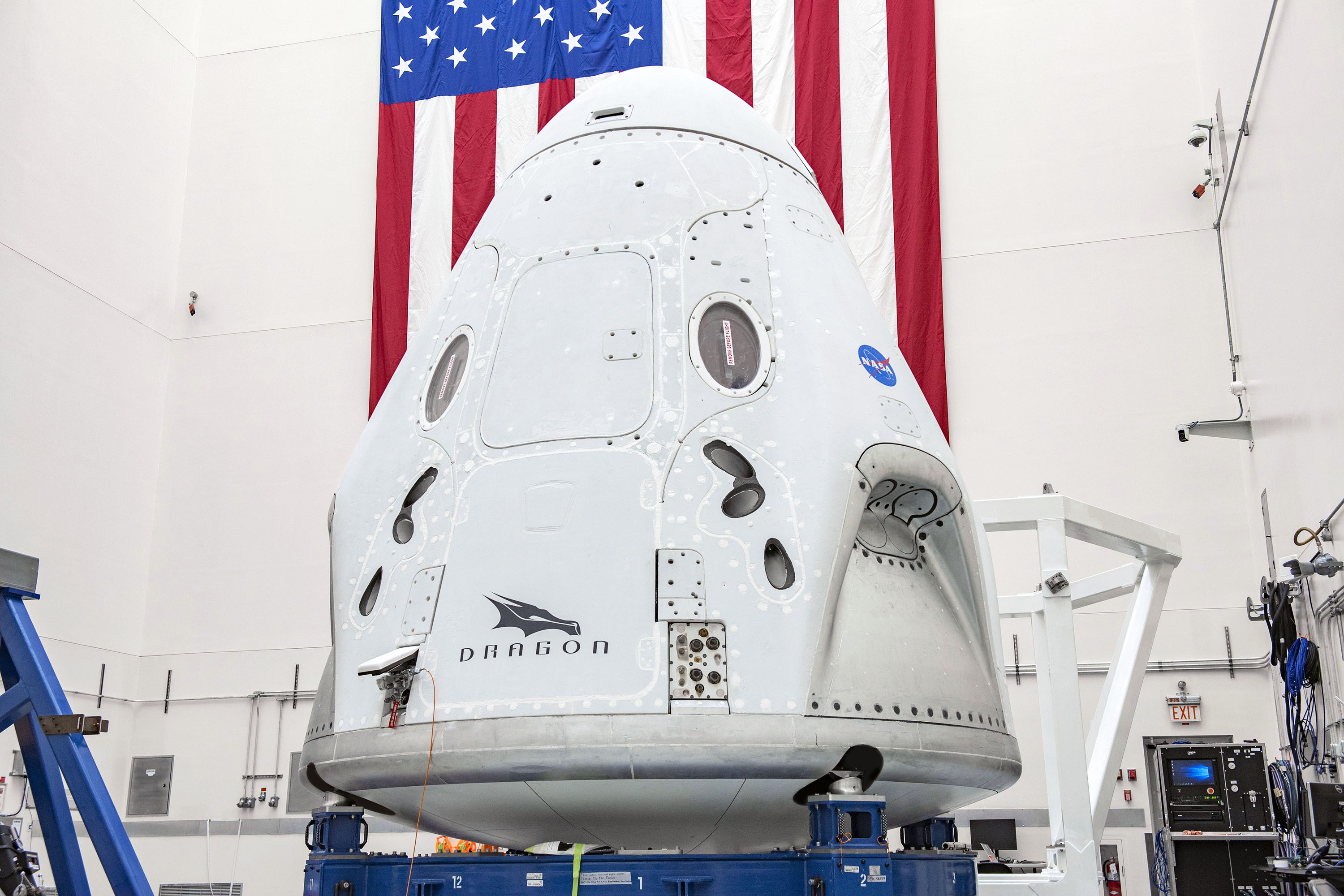
Капсула С206
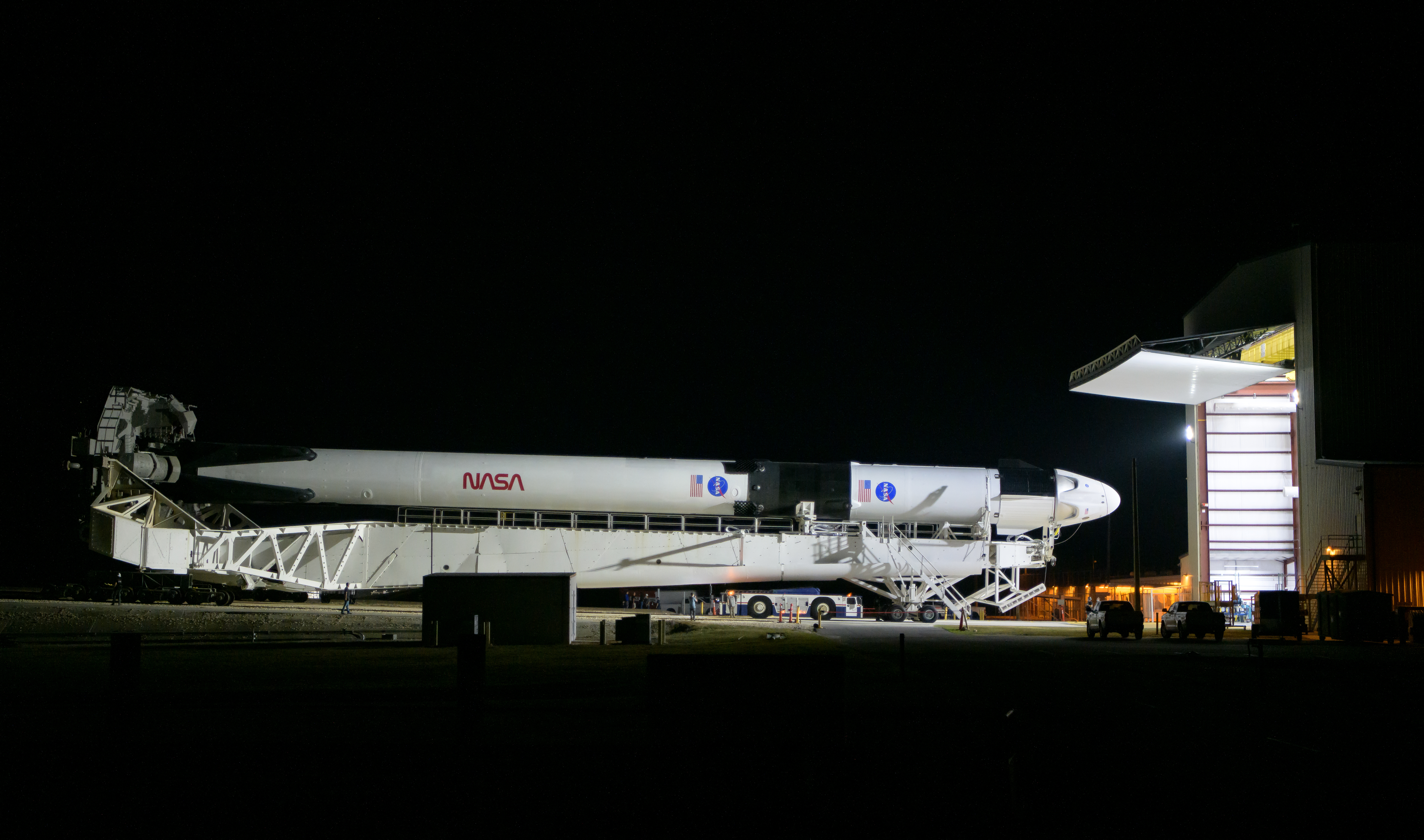
Falcon 9 із символікою НАСА (так званим черв'яком), що вперше застосовується із 1992 року
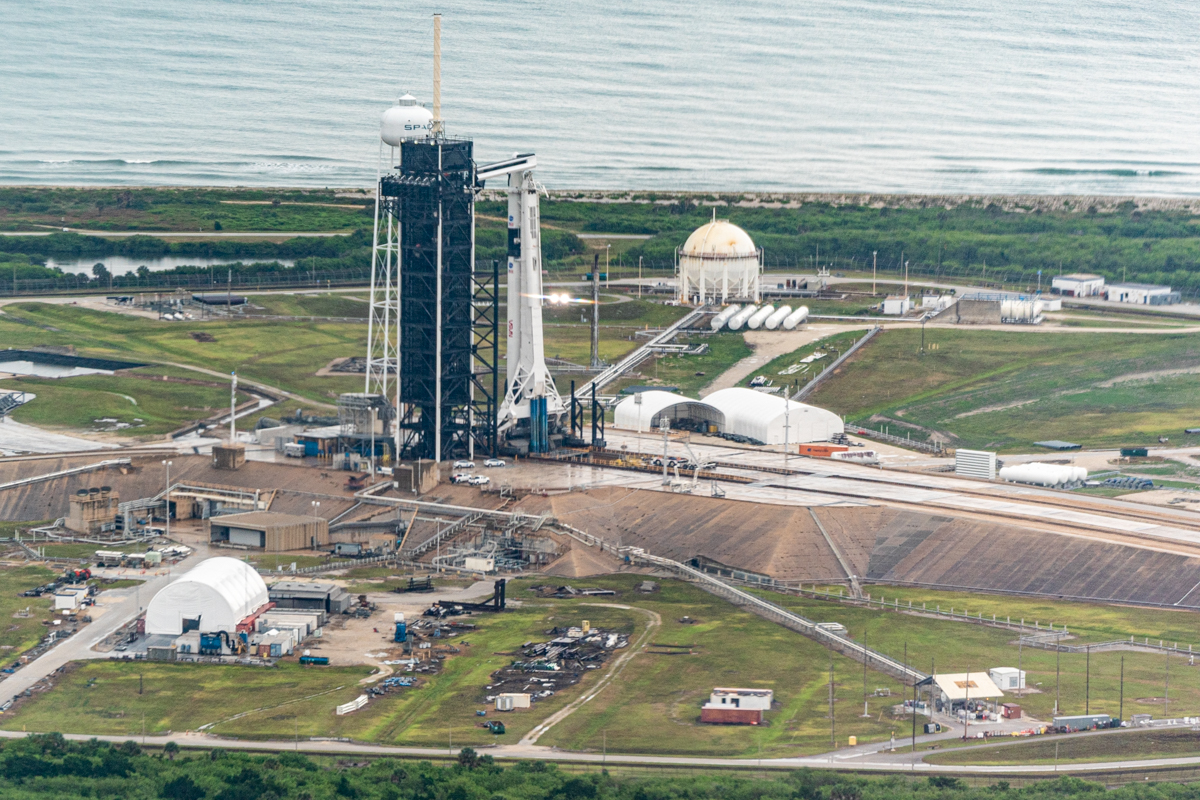
Стартовий майданчик перед запуском
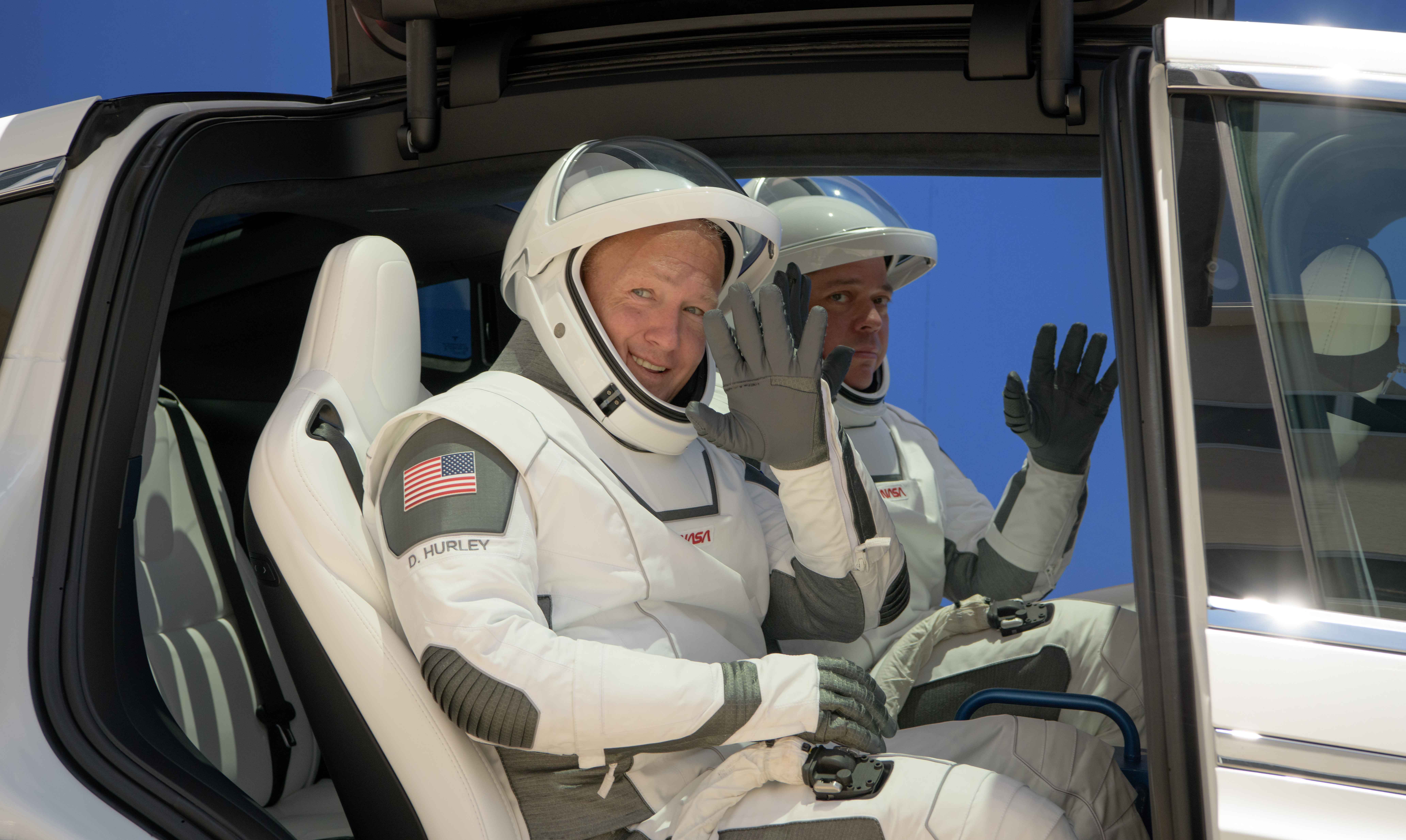
Астронавти у Tesla Model X
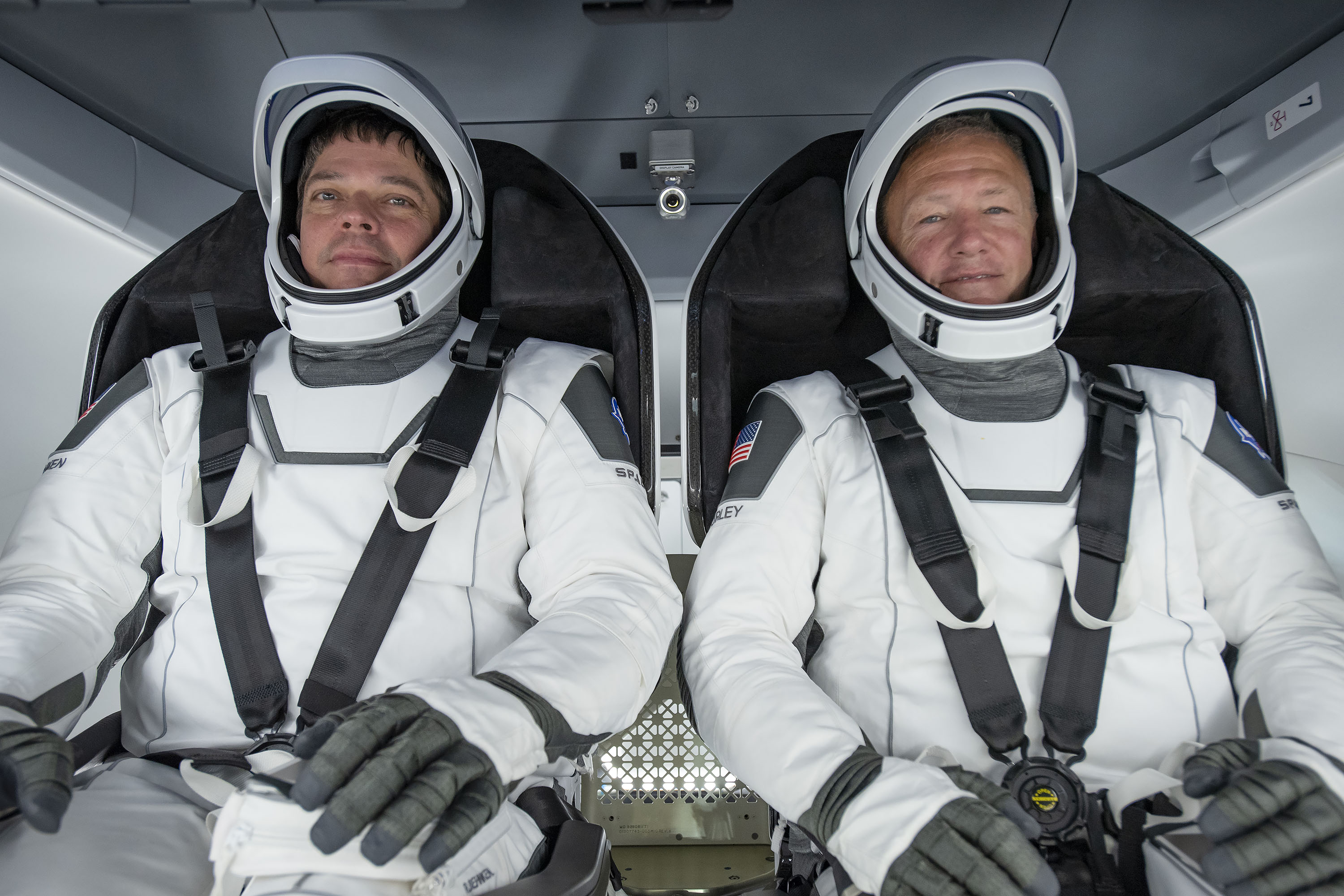
Роберт Бенкен і Дуглас Герлі у капсулі
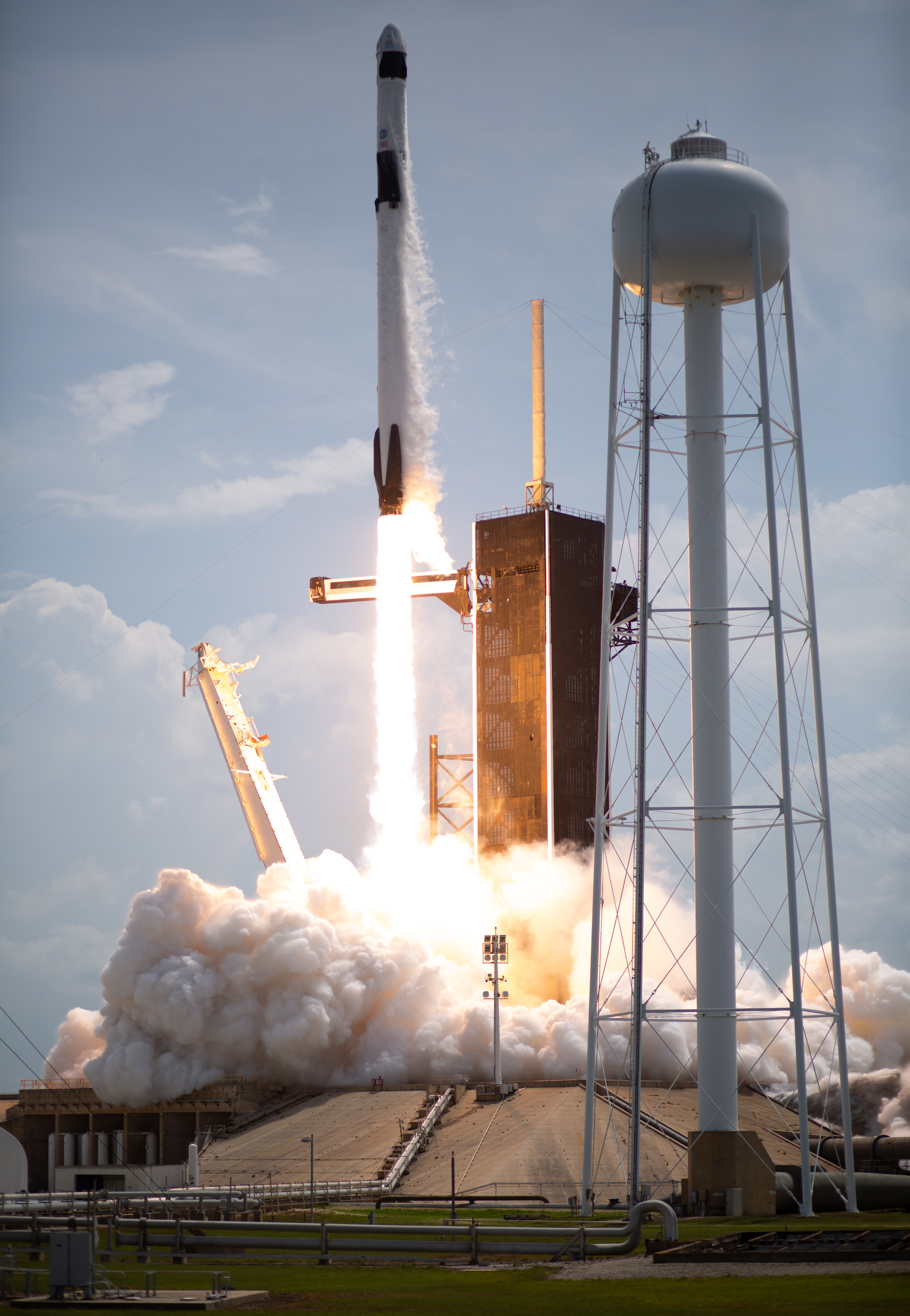
Старт ракети
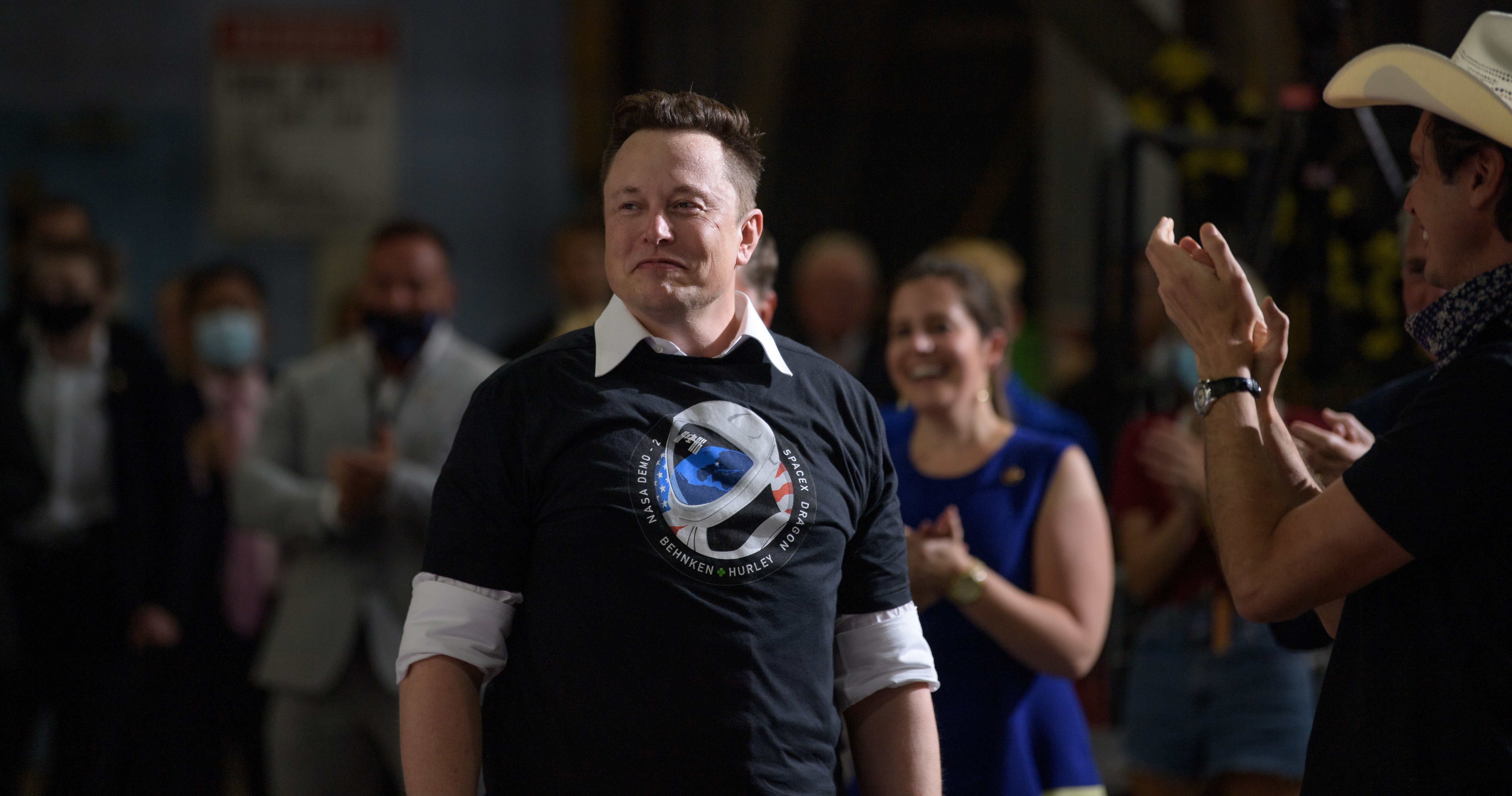
Ілон Маск після запуску
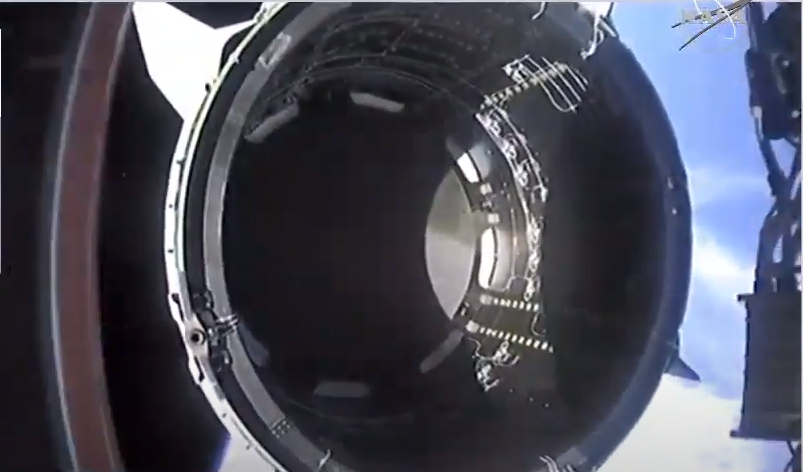
Endeavour від'єднався від другого ступеня ракети
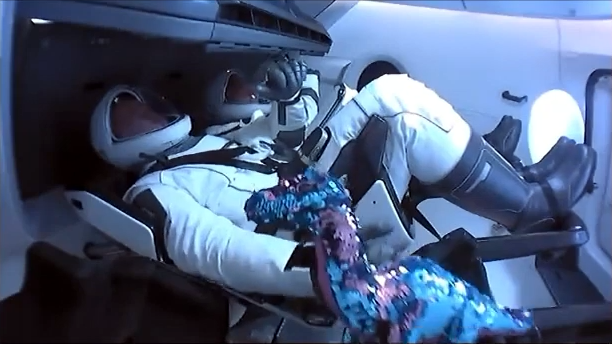
Дракончик Трімер (традиційно у КК присутня іграшка для позначення моменту зникнення гравітації)
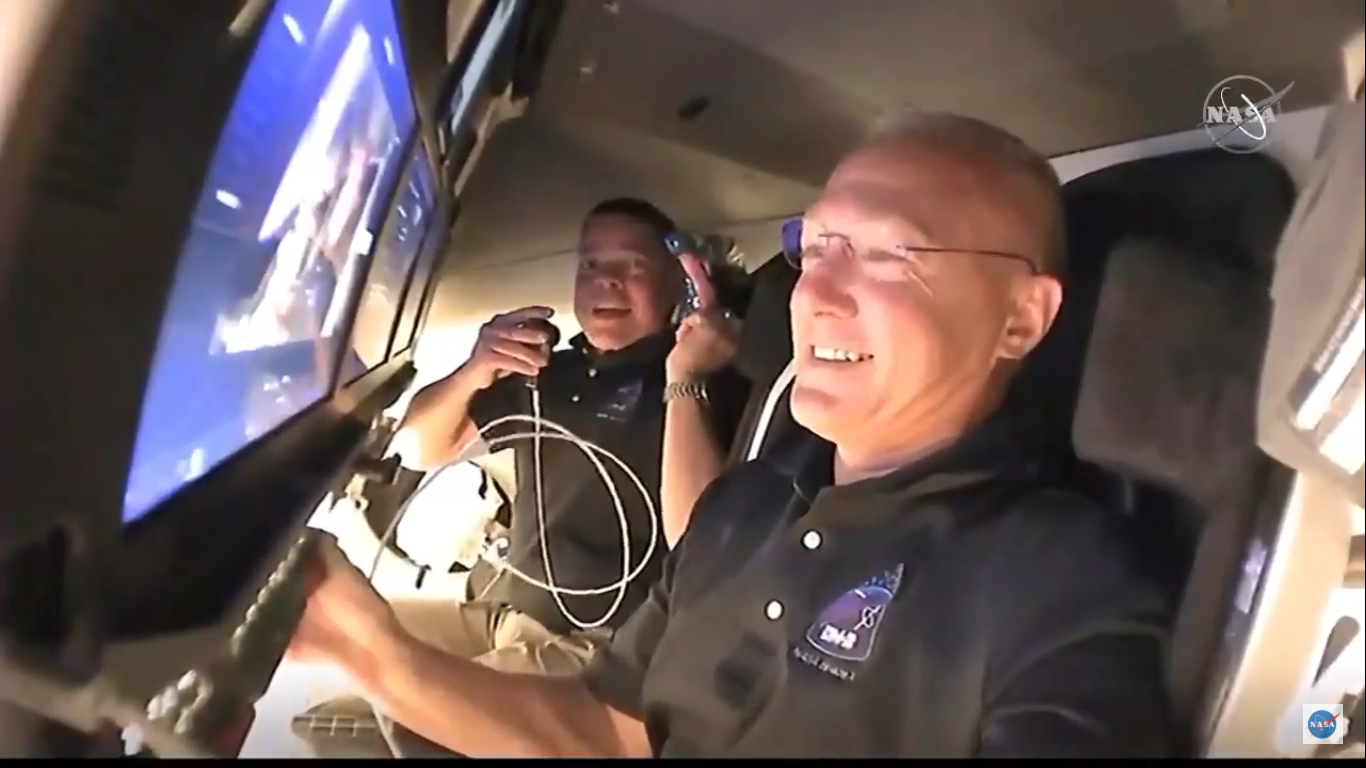
Астронавти у КК без скафандрів
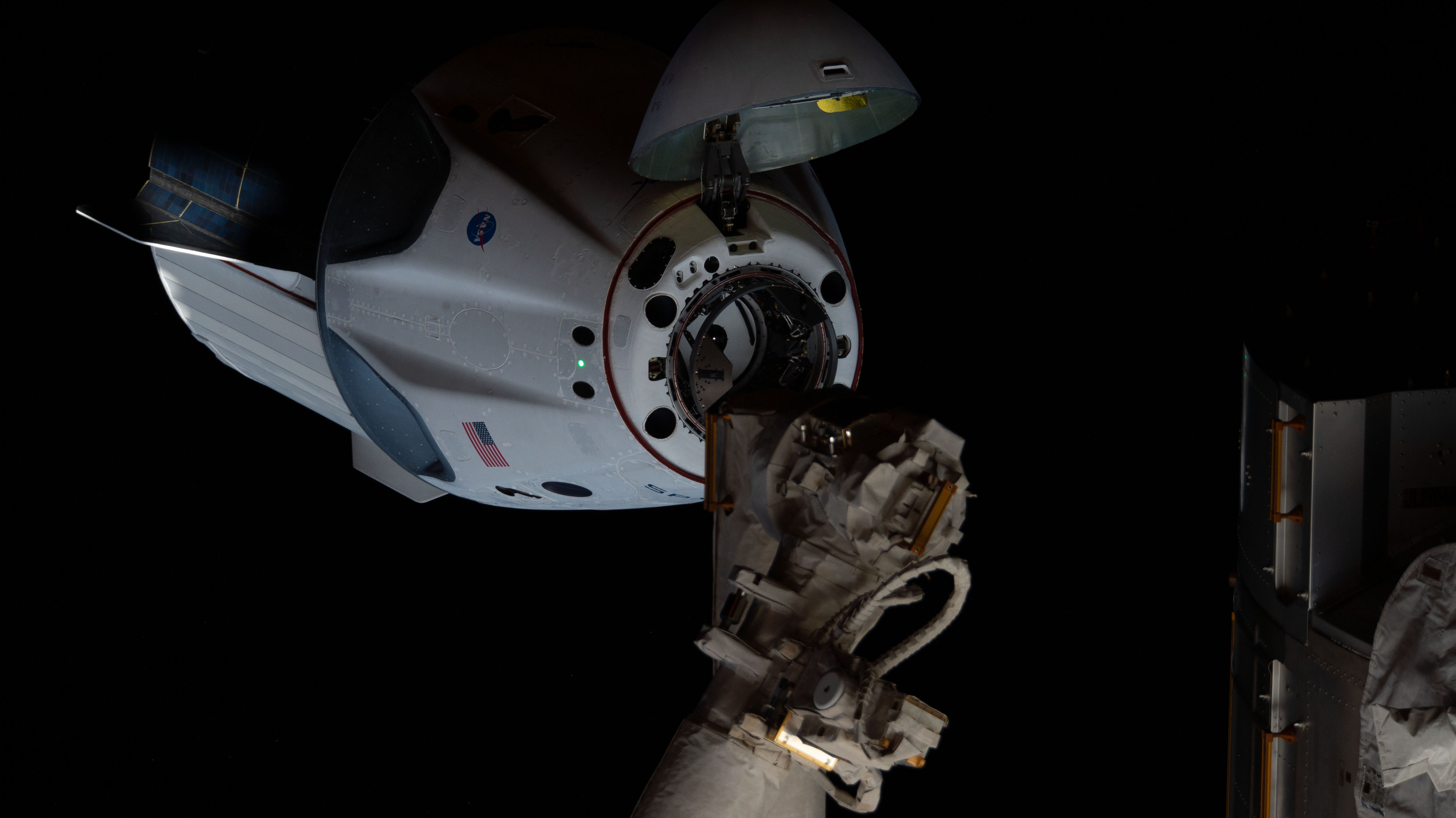
Crew Dragon наближається до стикувального перехідника
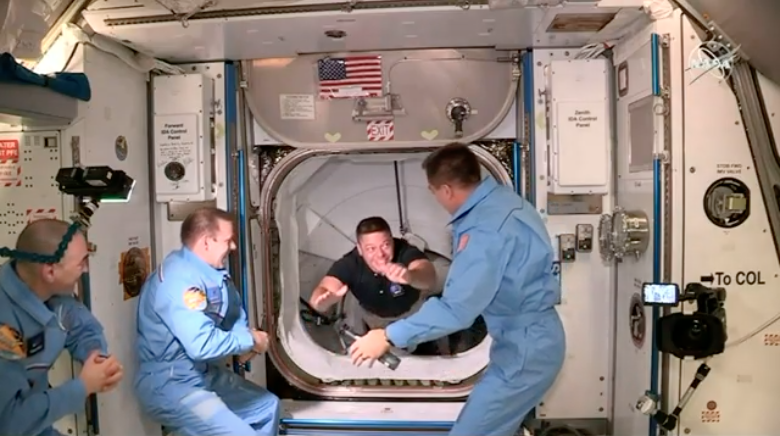
Роберт Бенкен сходить на борт космічної станції
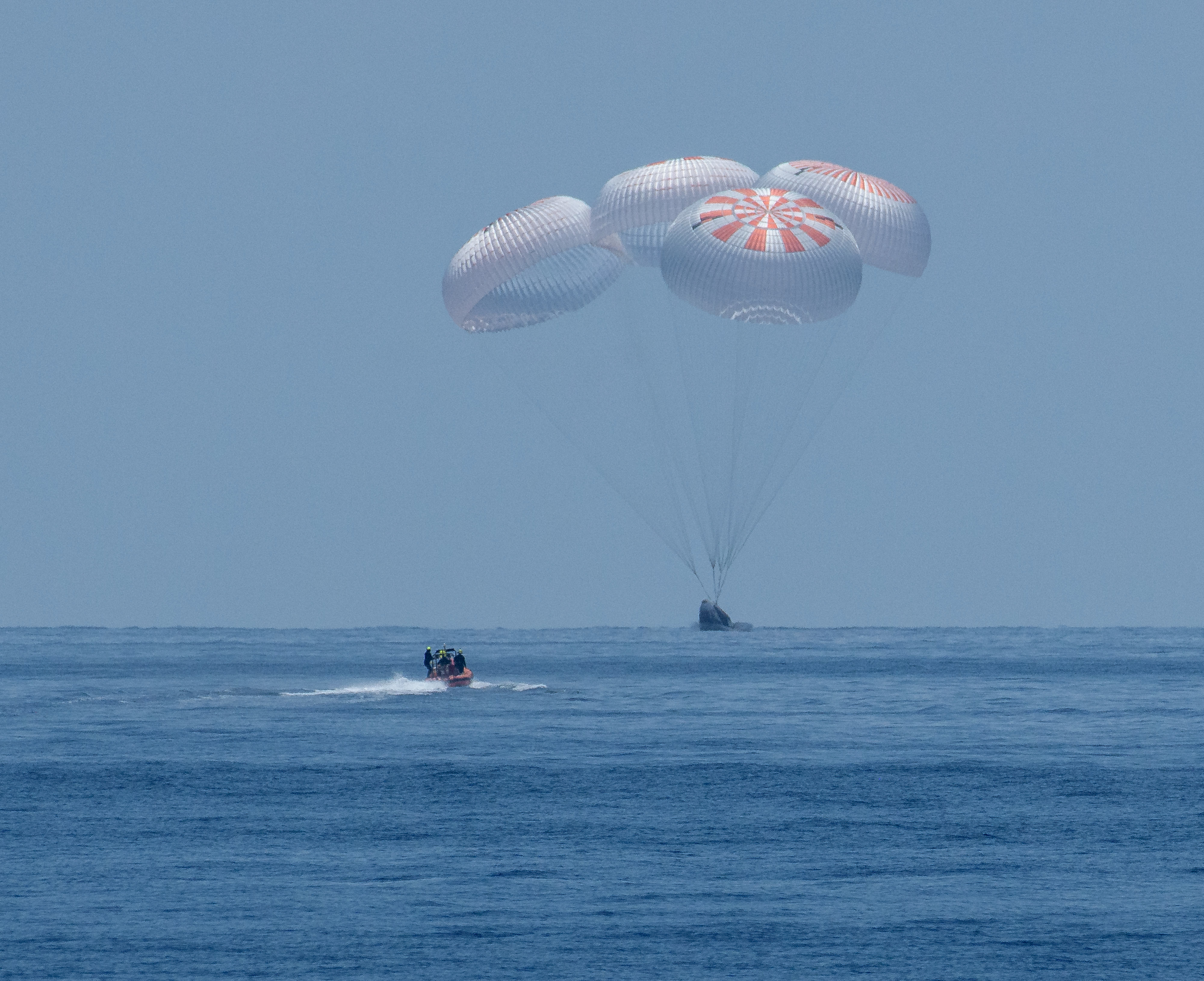
Посадка капсули
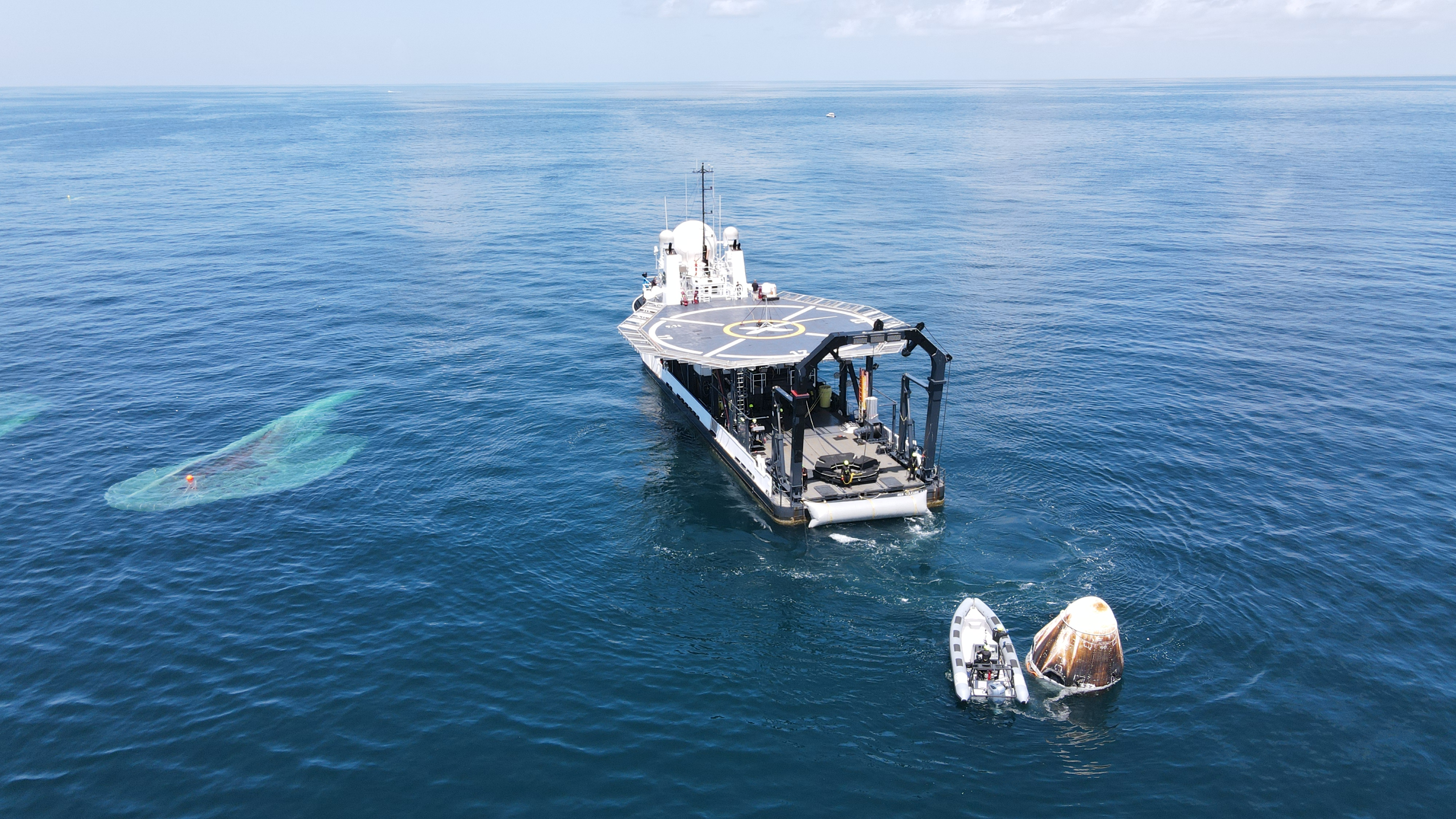
«Go Navigator»
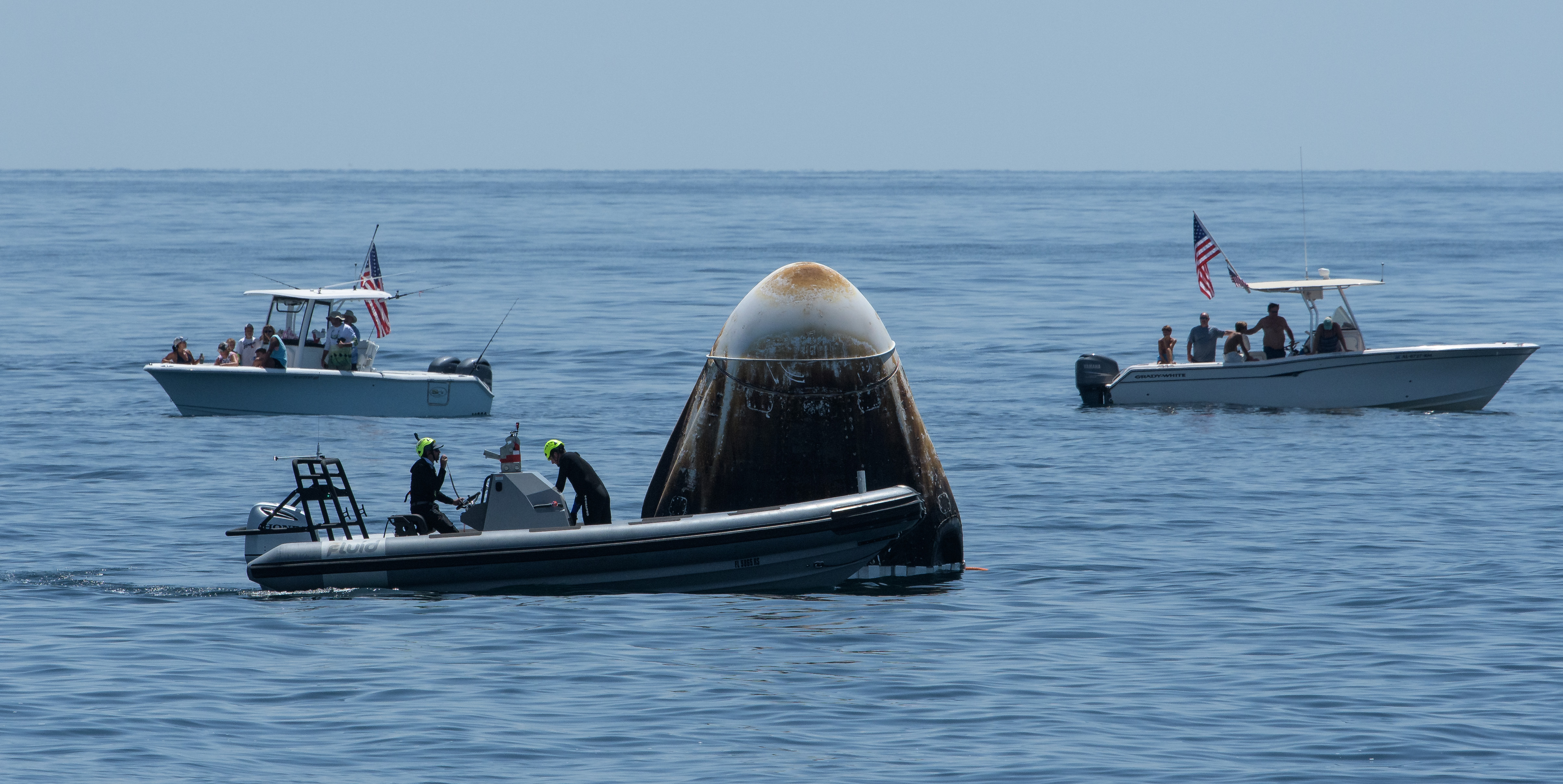
Команда рятувальників біля капсули та приватні човни
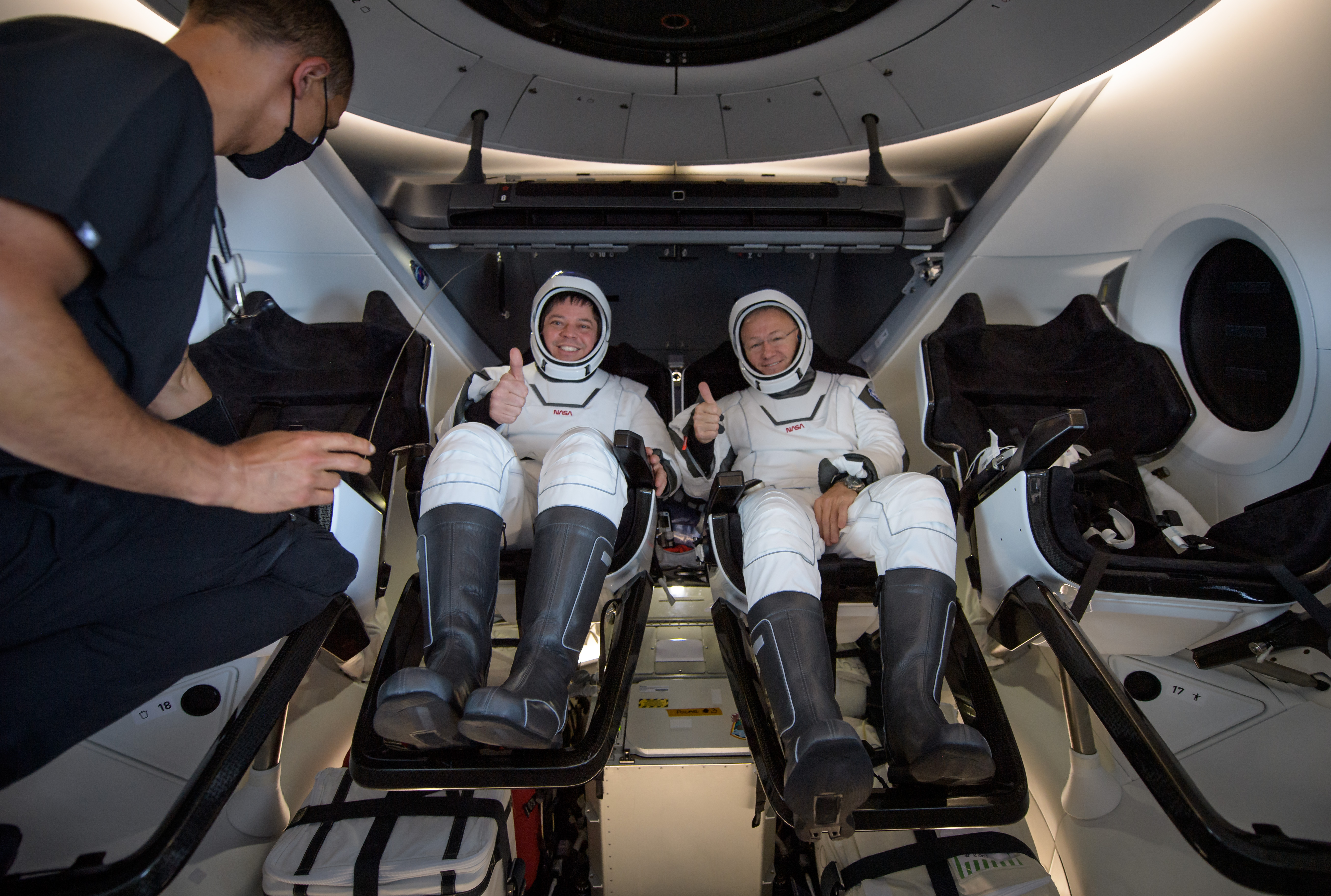
Астронавтів дістають із капсули на борту корабля